# Izzat Ghazzawi
Pour les articles homonymes, voir Ghazzawi.
Izzat Ghazzawi (1951-2003) est un écrivain et critique littéraire palestinien.
Ex-doyen de l'Université de Birzeit, il a fait partie du bureau exécutif du Conseil palestinien pour la justice et la paix et il a présidé la première Conférence internationale des écrivains en Palestine (1997).
Son fils Ramy, âgé de 16 ans, a été tué dans la cour de son école par l’armée israélienne alors qu’il portait secours à un ami blessé.
Il fut emprisonné et censuré à plusieurs reprises par les autorités israéliennes pour ses activités politiques[Lesquelles ?].
Il reçoit le prix international pour la liberté d’expression en 1995 à Stavanger et le prix Sakharov pour la liberté de l'esprit en 2001 (en même temps que Nurit Peled-Elhanan).
Il a publié, avec l’écrivain israélien Abraham Yehoshua et le photographe Oliviero Toscani, un livre qui a connu un succès retentissant sur les rapports entre les Palestiniens et les Israéliens.
Il est mort le 4 avril 2003, chez lui à Ramallah.